# Schloss Glumbowitz

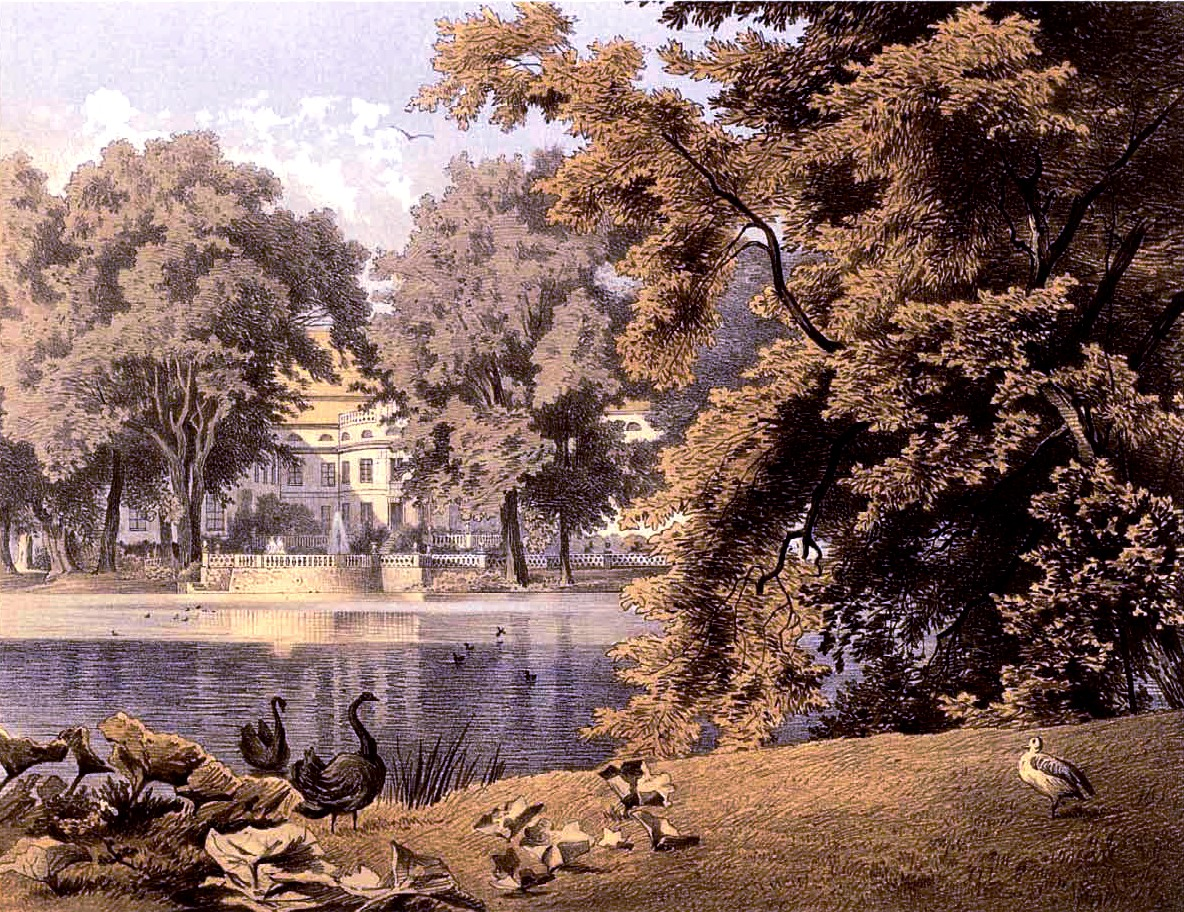
Schloss Glumbowitz um 19. Jahrhundert

Schloss Glumbowitz (polnisch Pałac w Głębowicach) ist die Ruine eines Schlosses in Głębowice (Glumbowitz) in der Landgemeinde Wińsko (Winzig) im Powiat Wołowski der Woiwodschaft Niederschlesien in Polen. Es galt als eines der bedeutendsten Schlösser des Hochklassizismus.

## Geschichte
Seit Ende des 18. Jahrhunderts gehörte Glumbowitz den Grafen Roedern. Das Schloss wurde von Erdmann Gustav von Roedern 1801–1826 vermutlich nach Entwurf des Architekten Christian Valentin Schultze errichtet.
Im Jahr 1842 erwarb Carl Graf von Pourtalès das Schloss. Pläne zur neobarocken Umgestaltung des Schlosses wurden ausgearbeitet aber nicht realisiert. Ende des 19. Jahrhunderts erhielt das Schloss eine reiche Kunstsammlung mit Skulpturen von Jacopo Sansovino und der Donatello-Schule sowie einer großen Gemäldesammlung. Im Zweiten Weltkrieg wurde hier die Graphische Sammlung des Breslauer Schlesischen Museums für Bildende Künste ausgelagert, die beim Einmarsch der Roten Armee 1945 verlorenging.
Nachdem Glumbowitz mit dem größten Teil Schlesiens 1945 an Polen gefallen war, war das Schloss Verwaltungssitz und Wohnhaus einer PGR. Nachdem es 1996 privatisiert worden war, wurden Renovierungsarbeiten begonnen, jedoch nicht weitergeführt. Seither ist das Schloss zur Ruine verfallen. Das große barocke Karmeliterkloster in Glumbowitz steht noch.

## Bauwerk
Das Schloss ist dreiflügelig mit einem Attikageschoss mit Halbrundfenstern und Mansarddach. Hofseitig ist die Fassade mit einem konvexen Risalit mit Attikabalustrade gestaltet. Die Fassade ist durch einen stuckierten Adlerfries mit Festons akzentuiert.

## Weblink
- Historische und aktuelle Aufnahmen sowie geographische Lage

Koordinaten: 51° 26′ 59,8″ N, 16° 44′ 25″ O